# Vranilovtsi
Vranilovtsi (bulgariska: Враниловци) är ett distrikt i Bulgarien.   Det ligger i kommunen Obsjtina Gabrovo och regionen Gabrovo, i den centrala delen av landet, 160 km öster om huvudstaden Sofia.
I omgivningarna runt Vranilovtsi växer i huvudsak lövfällande lövskog. Runt Vranilovtsi är det ganska tätbefolkat, med 124 invånare per kvadratkilometer.